# Alfred Meyer-Waldeck

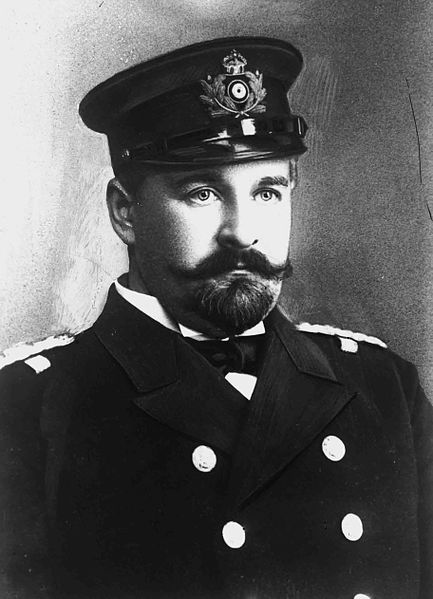
Alfred Meyer-Waldeck

Alfred Wilhelm Moritz Meyer, seit April 1903 Meyer-Waldeck (* 27. November 1864 in Sankt Petersburg, Russisches Reich; † 25. August 1928 in Bad Kissingen), war ein deutscher Marineoffizier, zuletzt Vizeadmiral sowie Gouverneur des deutschen Schutzgebietes Kiautschou (1911–1914).

## Leben

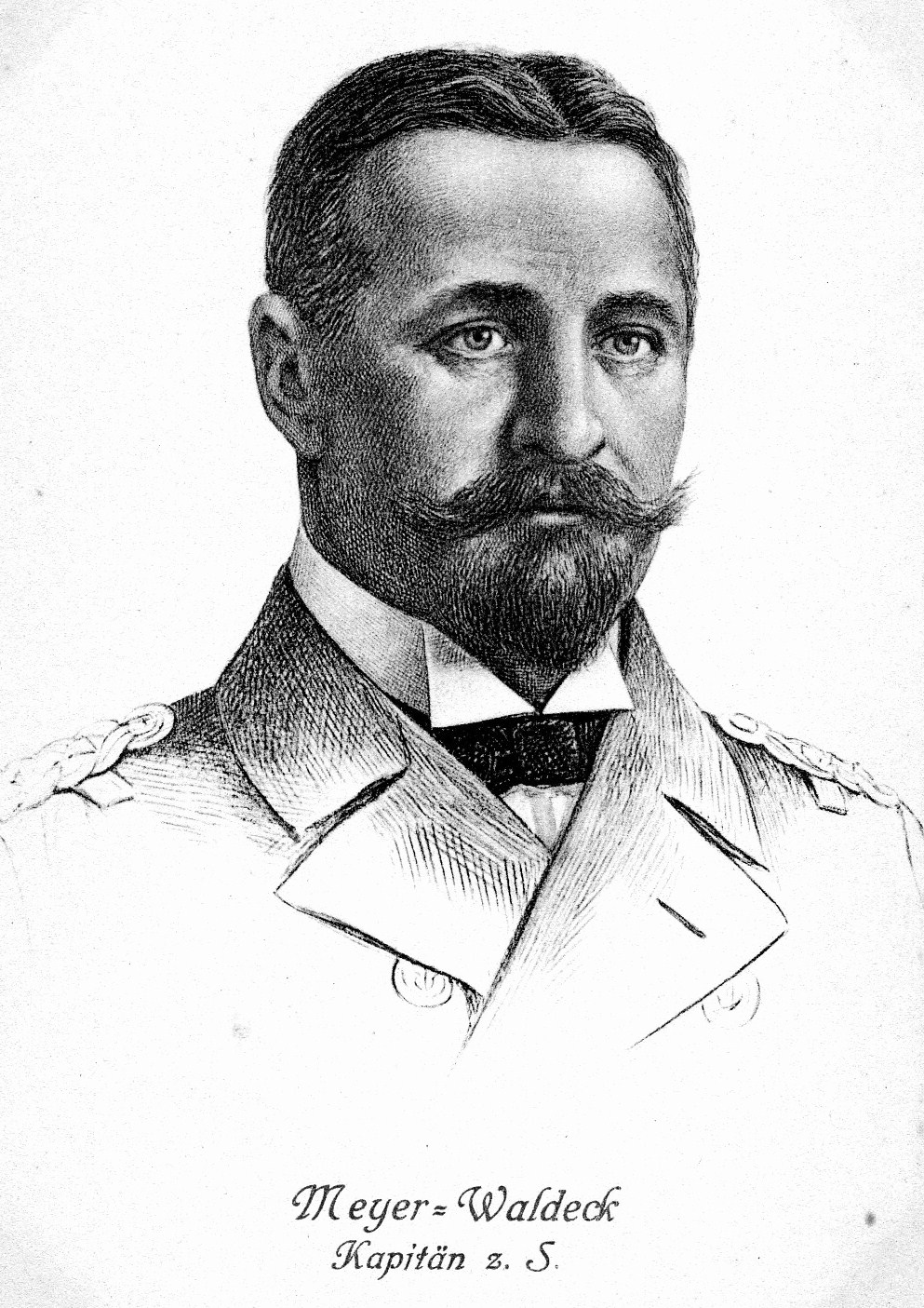
Meyer-Waldeck als Kapitän zur See

Meyer trat am 21. April 1884 als Kadett in die Kaiserliche Marine ein und absolvierte seine Grundausbildung auf der Segelfregatte Niobe. Er absolvierte vom 26. September 1884 bis 14. April 1885 die Marineschule und kam dann bis 18. April 1887 auf die Kreuzerfregatte Moltke. Dort erfolgte zwischenzeitlich am 16. April 1885 die Ernennung zum Seekadett sowie zwei Jahre später die Beförderung zum Unterleutnant zur See. Als solcher wurde er anschließend bis 7. Oktober 1887 auf dem Panzerschiff König Wilhelm eingesetzt. Meyer kam vom 8. Oktober 1887 bis 14. September 1888 ein weiteres Mal an die Marineschule und im Anschluss daran bis zum 30. April 1889 als Wachoffizier auf die Moltke. In gleicher Funktion setzte man ihn bis 28. September 1889 auf der Niobe ein. Es folgte seine Versetzung zur I. Matrosen-Artillerie-Abteilung als Kompanieoffizier bis zum 30. September 1890. Dann war er als Wachoffizier bis 6. April 1891 auf dem Panzerschiff Kaiser im Einsatz und wurde am 15. Dezember 1890 zum Leutnant zur See befördert.
Vom 7. April bis 30. September 1891 fungiert Meyer als Wach- und Ausbildungsoffizier auf der Brigg Musquito. Er war dann Kompanieoffizier in der Schiffsjungenabteilung und wurde vom 1. April 1892 bis 12. Januar 1893 als Wachoffizier auf dem Schulschiff Gneisenau verwendet. Als Ersten Offizier setzte man Meyer auf den Aviso Wacht ein. Vom 1. April 1893 bis 31. März 1895 kommandierte man ihn zur Dienstleistung zum Oberkommando der Marine. Darauf erfolgte die Versetzung zur I. Torpedo-Abteilung, in der man Meyer folgend als Kompanie-, Wach- und Ersten Offizier sowie als Torpedobootskommandanten einsetzte. Zeitgleich fungierte er vom 3. August bis 21. September 1897 als Kommandant des Torpedodivisionsbootes D 1 und Flaggleutnant der II. Torpedobootsflottille und wurde am 12. April 1897 Kapitänleutnant.

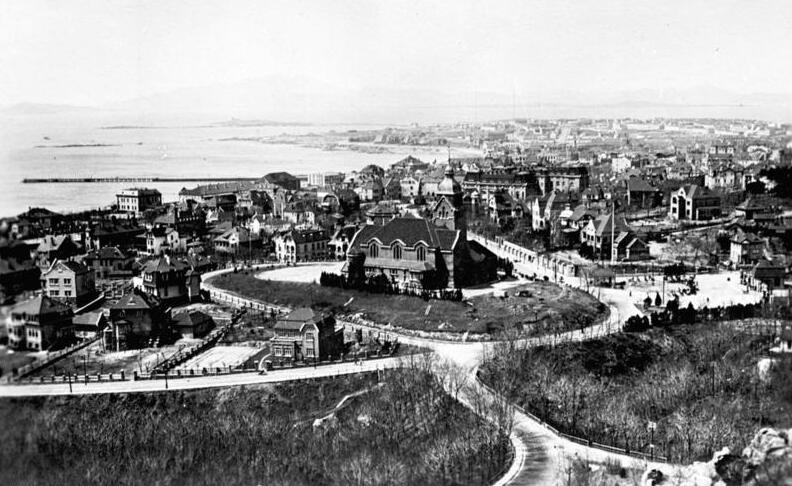
Gesamtansicht von Tsingtau

Vom 22. September 1897 bis 31. Mai 1898 absolvierte Meyer den I. Coetus an der Marineakademie in Kiel. Für drei Monate hatte man ihn zur Dienstleistung zur Inspektion des Torpedowesens kommandiert, ehe er den II. Coetus absolvierte. Meyer trat nach erfolgreichem Abschluss am 1. Mai 1899 die Ausreise nach Panama an, um als Erster Offizier auf dem Kleinen Kreuzer Geier Stationsdienst zu versehen. Nach seiner Heimkehr am 26. Juni 1901 war er zunächst Erster Offizier auf dem Vermessungsschiff Hyäne. Für zwei Monate setzte man ihn in gleicher Funktion auf dem Küstenpanzerschiff Hagen ein, um dann bis 28. Januar 1905 Dienst im Admiralstab der Marine zu versehen und zwischenzeitlich am 28. März 1903 zum Korvettenkapitän befördert zu werden.
Im April 1903 erhielt Meyer durch den Landesdirektor des Fürstentums Waldeck und Pyrmont die Genehmigung zur Führung des Namens Meyer-Waldeck.

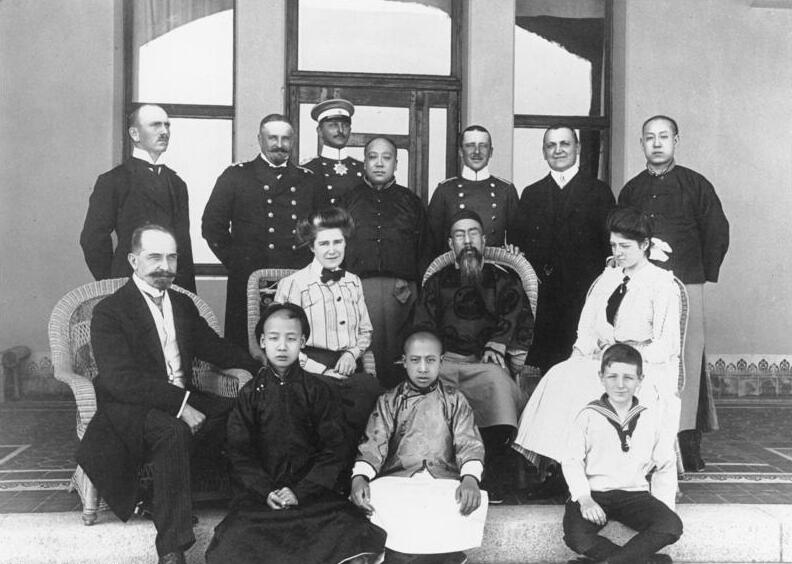
Besuch des Gouverneurs Sun Pao-Chi (1910)

Als Nachfolger von Oskar von Truppel wurde Kapitän zur See Meyer-Waldeck am 19. August 1911 Gouverneur von Kiautschou. Als am 23. August 1914 die japanische Kriegserklärung an das Deutsche Reich erfolgte, telegrafierte er an Kaiser Wilhelm II. „Einstehe für Pflichterfüllung bis zum Äußersten“. Am Ende der mehrwöchigen Belagerung von Tsingtau musste er am 7. November vor den britischen und japanischen Truppen kapitulieren, nachdem die Artilleriemunition größtenteils verbraucht worden war.
Damit geriet er in japanische Kriegsgefangenschaft, wurde in das Lager Fukuoka gebracht und von dort aus 1918 in das Lager Narashino. Über diese Zeit schrieb er später etwas pauschal, die Gefangenen wären „über fünf lange Jahre in verschiedenen Lagern der Willkür untergeordneter Stellen ausgesetzt gewesen. Von ‚ritterlicher Behandlung‘ wußten nur die deutschen Zeitungen zu erzählen“. Ende Dezember 1919 aus der Gefangenschaft entlassen, wirkte er bei der Auflösung der Lager und den Übergabeformalitäten mit und verließ Japan am 25. März 1920 mit dem Dampfer Nankai Maru. Mit Verfügung vom 30. Januar 1920 wurde er rückwirkend gleichzeitig zum Konteradmiral (RDA vom 22. März 1915) und zum Vizeadmiral (RDA vom 27. Januar 1918) befördert, nach Ankunft in der Heimat zur Disposition gestellt und am 31. August aus dem aktiven Dienst verabschiedet.
Obwohl uneingeschränkter Verfechter des Kolonialgedankens, hielt er sich danach bis zu seinem Tode der aktuellen Politik fern.
1898 hatte Meyer-Waldeck die aus Charlottenburg stammende Johanna Ney (1880–1964) in Kiel geheiratet, wo auch ihr Sohn und ihre beiden Töchter geboren wurden.

## Auszeichnungen
- Roter Adlerorden III. Klasse mit der Schleife[2]
- Kronenorden II. Klasse[2]
- Preußisches Dienstauszeichnungskreuz[2]
- Komtur I. Klasse des Ordens Heinrichs des Löwen[2]
- Zweiter Grad des Ordens vom Doppelten Drachen I. Klasse[2]
- Großkreuz des Chia-Ho-Ordens[2]
- Großkreuz des Franz-Joseph-Ordens[2]
- Russischer Orden der Heiligen Anna III. Klasse[2]
- Russischer Sankt-Stanislaus-Orden II. Klasse[2]